# Marche (métro de Turin)
Pour les articles homonymes, voir Marche.
Marche est une station de la ligne 1 du métro de Turin, située corso Francia, la plus longue avenue de Turin, à l'intersection de la Via Eritrea et du Corso Marche (it). Elle constitue la première station de métro de la municipalité de Turin.
La station a été inaugurée en février 2006.
Les œuvres sur les plateformes de départ et d’arrivée représentent des scènes futuristes et sont l’œuvre d’Ugo Nespolo.